# Gestion des fréquences
 (janvier 2014).
Si vous disposez d'ouvrages ou d'articles de référence ou si vous connaissez des sites web de qualité traitant du thème abordé ici, merci de compléter l'article en donnant les références utiles à sa vérifiabilité et en les liant à la section « Notes et références ».
La gestion des fréquences est un ensemble d'activités visant à assurer une exploitation efficace des équipements et des services de radiocommunications, sans causer de brouillages préjudiciables à leurs usagers. Ces activités sont opérées conformément aux règlementations internationales et nationales et mettent en œuvre des techniques complexes. Leur importance a toujours été cruciale du point de vue stratégique (télécommunications militaires), mais elle s'est encore accrue avec l'augmentation spectaculaire du nombre d'émetteurs de la téléphonie mobile.